# 沃尔夫冈·蒂内
沃尔夫冈·蒂内（德語：Wolfgang Thüne，1949年10月8日—），生于海尔巴特海利根施塔特，德国前男子竞技体操运动员。他曾获得1972年夏季奥运会体操比赛男子团体全能铜牌。